# Línea Valladolid-Ariza
La línea Valladolid-Ariza fue una línea férrea española de ancho ibérico de carácter transversal que conectaba los municipios de Valladolid y Ariza. El trazado tenía una longitud de 254 kilómetros y discurría en buena medida por el valle del río Duero, dentro de la región histórica de Castilla la Vieja. 
Fue puesta en servicio en 1895 por parte de la compañía MZA, que con su inauguración logró conectar la importante ciudad de Valladolid con una parte de Castilla la Vieja. Dado que discurría por el valle del Duero, el movimiento de mercancías como el trigo o el vino tuvo un gran peso en el tráfico de la línea. Además, a lo largo de su trazado mantuvo conexiones con otros ferrocarriles de la zona, como la línea Torralba-Soria o la línea Madrid-Zaragoza, esta última a través de su estación terminal en Ariza. En 1941, tras la nacionalización de toda la red ferroviaria de ancho ibérico, pasó a integrarse en RENFE. 
Durante sus últimos años la línea experimentó una acentuada decadencia, con un tráfico reducido. El trazado Valladolid-Ariza constituye uno de los ejemplos más significativos de lo ocurrido con los ferrocarriles de carácter transversal que fueron construidos durante el régimen de la Restauración y que acabarían siendo abandonados en su mayor parte a finales del siglo XX, de forma similar a lo sucedido con las líneas Plasencia-Astorga o Guadix-Almendricos. En enero de 1985 se cerró al tráfico de pasajeros, aunque todavía se mantuvo abierta al tránsito de mercancías durante algunos años, hasta 1994. En la actualidad solo se mantiene operativo el tramo Valladolid-La Carrera, que forma la «línea 108» de Adif. El resto del trazado se encuentra abandonado en su mayor parte.          

## Historia

### Orígenes y construcción
A finales del siglo XIX se planteó la construcción de una línea férrea que conectase las zonas cerealistas de Castilla la Vieja con las líneas férreas que iban a Zaragoza y Barcelona. Dichas líneas estaban en manos de la compañía MZA, si bien en Valladolid enlazaría con la línea Madrid-Irún de la compañía «Norte». La rivalidad de ambas empresas las había llevado a competir por copar el tráfico ferroviario en sus zonas de influencia, llegando a iniciarse una guerra de tarifas entre «Norte» y MZA. Con anterioridad, en 1864, se habían trazado planes para construir un ferrocarril económico de vía estrecha entre Valladolid y Calatayud, si bien este proyecto nunca llegó a materializarse. Finalmente se adoptó el trazado en ancho ibérico de Valladolid a Ariza a través de Aranda de Duero, San Esteban de Gormaz y Almazán que hiciera de enlace Este-Oeste entre las líneas generales del Norte y de MZA. La concesión fue otorgada el 20 de diciembre de 1882 a Antonio Marqués, quien en 1884 la transfirió a la llamada «Compañía del Ferrocarril del Duero». Un nombre muy apropiado, pues de los previstos 254 km del recorrido, doscientos de ellos discurrían prácticamente por la vega de dicho río. 
Sin embargo, cuando se iniciaron los trabajos esta circunstancia obligó a instalar numerosísimos pasos a nivel con las carreteras y caminos cruzados. La empresa propietaria no fue capaz de afrontar la construcción de la línea y la transfirió al Crédito Mobiliario y al Banque d'Escompte. El proyecto del ferrocarril del Duero se vio convertido en moneda de cambio y de negociación durante la batalla entre «Norte» y MZA por anexionarse la red de la Compañía de los ferrocarriles de Tarragona a Barcelona y Francia (TBF). De dicha batalla resultó que MZA se fusionara con la TBF, tras firmarse un convenio entre ambas. Además, el 2 de mayo de 1891 adquirió al Crédito Mobiliario y a la Banque d'Escompte los derechos sobre la línea Valladolid-Ariza. Una decisión que resultó sorprendente, habida cuenta de la estrecha relación que tradicionalmente habían tenido «Norte» y el Crédito Mobiliario. Los trabajos de construcción se desarrollaron sin dificultades entre 1892 y 1894.

### Explotación
La línea fue abierta al tráfico el 1 de enero de 1895, fecha esta en la que circuló un tren por el tramo de Valladolid a Aranda de Duero. Poco después se abrió al tráfico el resto del trazado, una vez se pudo reparar una avería de un puente sobre el Duero situado cerca de Vadocondes. Ello supuso que desde entonces el recorrido entre Valladolid y Barcelona pasara a ser de 725 km frente a los 813 km de la red paralela de «Norte», dando así salida al mercado triguero castellano. Esta línea, bastión de la compañía MZA en una región como Castilla la Vieja que era feudo tradicional de la Compañía de los Caminos de Hierro del Norte de España, tuvo siempre un carácter secundario dentro de la red de su empresa. Por el contrario, supuso una importante reducción de ingresos en las arcas de la Compañía del Ferrocarril de Torralba a Soria, ya que las mercancías procedentes del resto de España a través de la red de MZA entraban ahora por el empalme de Coscurita en vez de por Torralba, con una reducción de kilometraje de prácticamente la mitad por vías del Torralba-Soria.
Tras el estallido de la Guerra Civil, en julio de 1936, la línea Valladolid-Ariza quedó situada en su totalidad en la zona sublevada. Durante el período de la contienda, a pesar de la reducción del tráfico de viajeros, el trazado soportó un intenso tráfico por parte de los transportes militares que la transitaban en sus desplazamientos desde Valladolid hasta Calatayud. En 1941, con la nacionalización de los ferrocarriles de vía ancha, la línea pasó a integrarse en RENFE. Bajo la nueva operadora se inició un período en que el trazado vivió una gran actividad por parte de los trenes transversales que implementó RENFE. Este sería el caso del Gran Expreso de Barcelona a La Coruña —el «Shangai Express»—, que circuló por esta línea entre 1949 y 1969. También sobresaldrían los servicios Salamanca-Valladolid-Zaragoza-Barcelona que realizaban tanto los TAF como luego los TER durante las décadas de 1960 y 1970. Sin embargo, a la larga el escaso mantenimiento de la vía se tradujo en velocidades muy bajas, lo que resultó poco competitivo frente al transporte por carretera. El progresivo deterioro de esta línea llevó a que «Shangai Express» fuese desviado por Logroño y Miranda de Ebro.
A pesar de las escasas inversiones realizadas en la línea, en estos años se construyeron varias vías de apartadero de carácter industrial. Uno de ellos fue el apartadero de La Carrera, que daba servicio a la factoría de Renault en Valladolid, mientras que a las afueras de Aranda de Duero se estableció otro apartadero para la fábrica de neumáticos de la empresa Michelín. Tras la entrada en servicio del ferrocarril directo Madrid-Burgos, en Aranda de Duero se construyó un pequeño ramal de enlace entre las estaciones de Chelva y Montecillo. No obstante, el tráfico entre ambas nunca fue muy fluido.

### Cierre parcial
Durante sus últimos años de existencia la línea atravesó una aguda decadencia, especialmente por el mal estado de conservación de sus infraestructuras y las limitaciones que ello imponía. En 1973 y 1975 se realizaron sendos estudios que contemplaban su cierre y el ahorro que ello supondría para las arcas públicas, si bien esta posibilidad no se materializó inmediatamente.

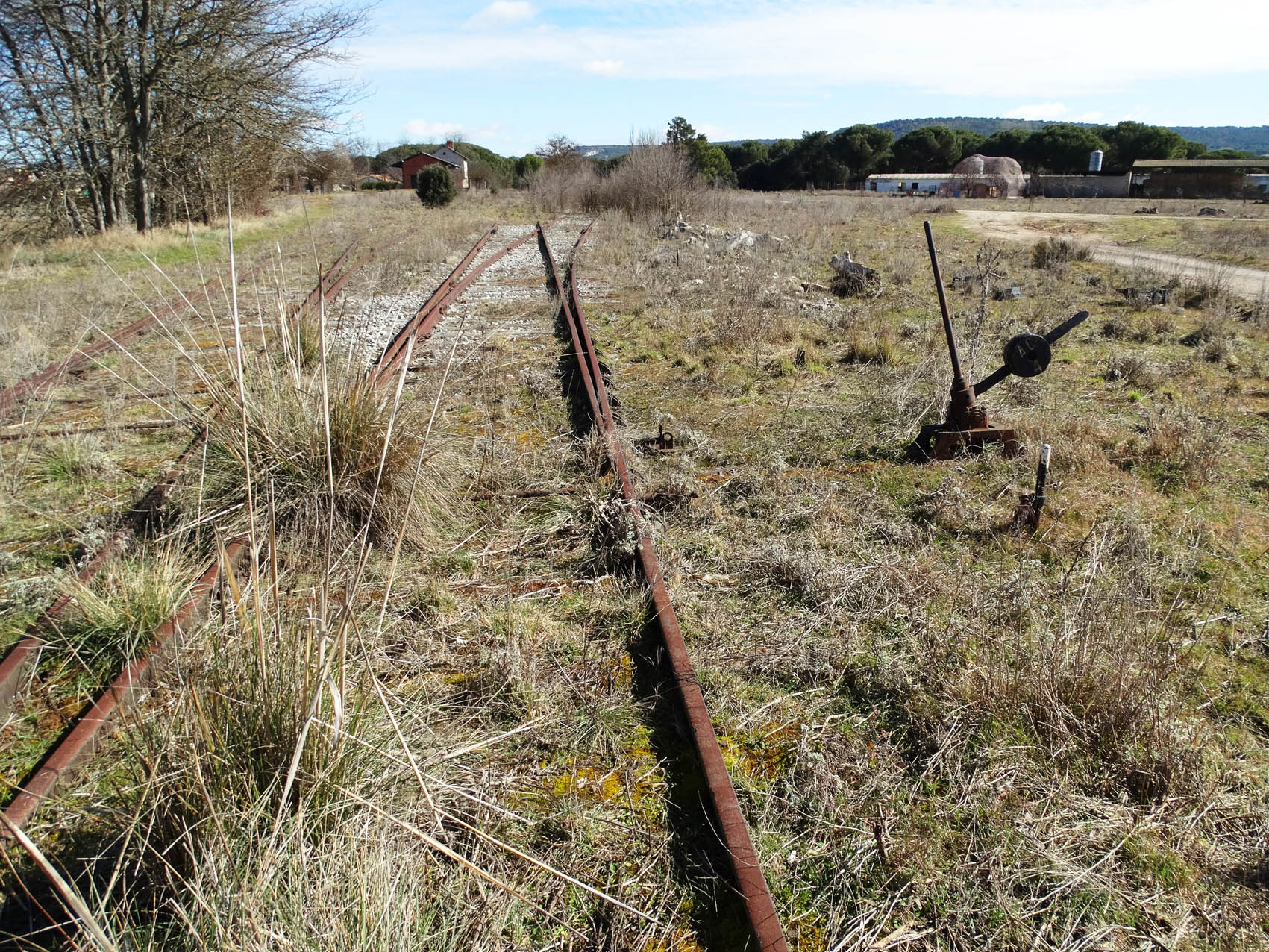
Vías del ferrocarril en desuso en la estación de Sardón de Duero.

En 1984 el Ministerio de Transportes y RENFE acordaron el cierre de aquellas líneas férreas deficitarias que no cubrieran el 23 % de los gastos de explotación que generaban. El 1 de enero de 1985 el trazado comprendido entre Valladolid y Ariza se cerró al tráfico de pasajeros, aunque se mantuvo abierta la circulación para los trenes de mercancías. Esto supuso el cierre total o parcial de muchas estaciones, mientras que otras se reconfiguraron como cargaderos. De forma idéntica, se procedió a una reducción del personal ferroviario adscrito a la línea y de los turnos de trabajo en aquellas instalaciones todavía operativas. Paradójicamente, tras el cierre de la línea al servicio de viajeros se produjo un considerable aumento del tráfico de mercancías en la zona, con un incremento del 37,3% en el año 1985 respecto al tráfico de 1984.
Buena parte del movimiento de mercancías se debió al transporte de productos agrícolas —como la remolacha, abonos y cereales— o de arena. El valle del Duero constituía una de las principales zonas productoras de remolacha en España, existiendo sendas fábricas azucareras en Aranda de Duero y Peñafiel.

### Clausura
El 26 de julio de 1993 el Consejo de Ministros acordó el cierre definitivo de la línea Valladolid-Ariza al tráfico comercial, que se hizo efectivo en 1994. Desde ese momento dejaron de circular trenes por sus vías, tras un siglo de actividad. No obstante, se decidió mantener abierto al servicio el tramo comprendido entre Valladolid-La Esperanza y el cargadero de La Carrera, así como una sección situada al sur de Aranda de Duero. En septiembre de 1995 se autorizó la reapertura del tramo entre Coscurita y Almazán-Dehesa para dar servicio al cargadero de cereales de esta última estación, si bien esta reactivación tendría una duración limitada. Se da la circunstancia de que incluso en estos años la mayor parte del carril de la línea seguía siendo el original de los años de la construcción, muy ligero, lo que da una idea del estado de abandono de las instalaciones. También influyó en la decadencia del ferrocarril Valladolid-Ariza el hecho de que no existieran estaciones únicas en Aranda de Duero y Almazán, lo que habría permitido efectuar transbordos con los trenes que circulaban por las líneas Madrid-Burgos y Torralba-Soria.  

## Situación actual

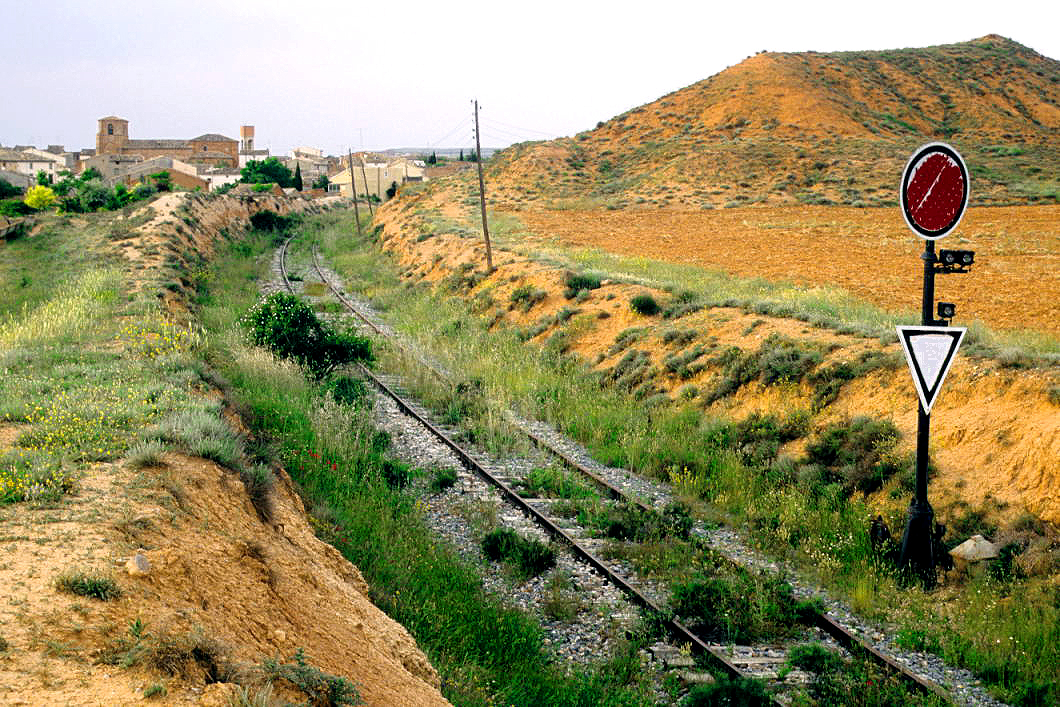
Tramo de la vía junto a Pozuel de Ariza, en junio de 2007.

Tras el cierre de la línea, el 20 de octubre de 1995 el Consejo de Ministros aprobó el levantamiento de la vía. Sin embargo, en la actualidad la mayor parte del trazado todavía se encuentra intacto, aunque abandonado. Solo se mantienen operativos una pequeña sección al sur de Aranda de Duero que da acceso a la factoría Michelín de la zona y un tramo de varios kilómetros que enlaza la factoría vallisoletana de Renault con las instalaciones de Valladolid-La Esperanza y la red ferroviaria. La antigua línea Valladolid-Ariza posee un amplio patrimonio ferroviario que en su mayoría se encuentra abandonado o en desuso, habiéndose derribado incluso los edificios de algunas estaciones. Otras, por el contrario, han sido restauradas y rehabilitadas para ejercer diversas funciones, como viviendas particulares o casas rurales. El caso más significativo es quizás el de la estación de Aranda de Duero-Chelva, que desde el año 1998 alberga un museo ferroviario.

## Trazado y características
El trazado era de vía única y tenía una longitud de 254 kilómetros, atravesando hasta cuatro provincias: Valladolid, Burgos, Soria y Zaragoza. La vía era de ancho ibérico, empleando un carril de 32,5 kg/m y traviesas de madera. Estas infraestructuras, originarias de la época en que se construyó el ferrocarril (1894), se mantuvieron en servicio durante cerca de un siglo. Este hecho, unido a su obsolescencia y el desgaste del material, influyó en el declive de la línea. 
El ferrocarril transitaba por un terreno mayoritariamente llano, sin grandes accidentes geográficos. Las principales obras de fábrica realizadas fueron los numerosos puentes que se levantaron para salvar la barrera natural que constituía el cauce del río Duero. Se llegaron a construir hasta 14 puentes, encargados en su mayoría a la empresa del ingeniero Théophile Seyrig —socio de Gustave Eiffel—, cuya longitud no superaba los sesenta metros. Se tomó como modelo los puentes que se habían diseñado unas décadas antes para línea Zaragoza-Barcelona sobre los ríos Cinca, Segre y Gállego. También se construyeron dos túneles, uno de los cuales tenía una longitud de 254 metros. Las infraestructuras principales se veían completadas por alcantarillas, tajeas y pontones.
La línea llegó a contar con una treintena de estaciones y apartaderos, de las cuales las más importantes eran las de Valladolid-La Esperanza, Aranda de Duero y Ariza. Se eligió Aranda de Duero para acoger el depósito de locomotoras principal de todo el trazado, equipado con una placa giratoria y con una capacidad para acoger doce máquinas. Otras estaciones importantes del recorrido eran las de Peñafiel, Osma-La Rasa, Almazán-Dehesa y Coscurita. En este último punto se formaba un empalme con la línea Torralba-Soria, mientras que en Ariza se producía el enlace con la línea Madrid-Zaragoza que poseía MZA. En la capital vallisoletana el trazado enlazaba con la línea Madrid-Hendaya a través de la estación del Norte. En total, en toda la línea había una estación situada cada diez kilómetros, diseñadas para que pudieran acoger un tren compuesto por 50 vagones y una locomotora en vía de apartado.